# Годомичівська сільська рада
| Годомичівська сільська рада — колишня адміністративно-територіальна одиниця та орган місцевого самоврядування у Маневицькому районі Волинської області з адміністративним центром у с. Годомичі. Припинила існування 15 листопада 2017 року через об'єднання до складу Колківської селищної територіальної громади Волинської області. Натомість утворено Годомичівський старостинський округ при Колківській селищній громаді. Історична дата утворення: 23 грудня 1985 року. Водоймища на території, підпорядкованій даній раді: річка Стир. Сільській раді були підпорядковані населені пункти: - с. Годомичі |

## Склад ради
Рада складалась з 12 депутатів та голови.

### Керівний склад ради
| ПІБ                        | Основні відомості                                                 | Дата обрання | Дата звільнення |
| -------------------------- | ----------------------------------------------------------------- | ------------ | --------------- |
| Бойко Володимир Сергійович | Сільський голова, 1973 року народження, освіта, безпартійний      | 26.03.2006   | 31.10.2010      |
| Бойко Володимир Сергійович | Сільський голова, 1973 року народження, освіта вища, безпартійний | 31.10.2010   |                 |

Примітка: таблиця складена за даними джерела

## Населення
Згідно з переписом УРСР 1989 року чисельність наявного населення сільської ради становила 971 особа, з яких 467 чоловіків та 504 жінки.
За переписом населення України 2001 року в сільській раді мешкало 877 осіб.

### Мова
Розподіл населення за рідною мовою за даними перепису 2001 року:
| Мова       | Відсоток |
| ---------- | -------- |
| українська | 99,66 %  |
| білоруська | 0,11 %   |
| російська  | 0,11 %   |